# Avril 1970

## Évènements
- 8 avril : en France, grève générale des commerçants.
- 10 avril : Paul McCartney sort son premier album solo. Séparation officielle des Beatles. Le 8 mai, sortie d'un film et d'un album nommés Let It Be, qui sont en réalité leur avant dernière création.
- 11 - 17 avril : la mission Apollo 13, comportant les astronautes Jim Lovell, Jack Swigert et Fred Haise, est victime de l'explosion d'un réservoir d'oxygène provoquant l'arrêt de la mission et le retour mouvementé de l'équipage.
- 12 avril : en Suisse, votation cantonale. Les citoyens du canton du Valais approuvent l’introduction du suffrage féminin.
- 16 avril : en France, un glissement de terrain au plateau d'Assy  fait 72 victimes.
- 19 avril (Formule 1) : Grand Prix automobile d'Espagne.
- 22 avril : le premier Jour de la Terre, aux États-Unis, mobilise 20 millions de personnes. Le Congrès crée une Agence de la Protection de l’Environnement et vote une législation contraignante sur la qualité de l’air.
- 24 avril : la République populaire de Chine lance un satellite par ses propres moyens (Dong Fang Hong I).
- 28 avril : Arsenal Football Club remporte la Coupe des villes de foires face au Royal Sporting Club d'Anderlecht. C'est le premier titre européen pour les Gunners.
- 29 avril :
- 29 avril : 
  - Manchester City remporte la Coupe des vainqueurs de Coupe en battant en finale le club polonais du Górnik Zabrze. C'est le premier titre continental pour les Citizens.
  - Intervention américaine et sud-vietnamienne au Cambodge (jusqu'au 29 juin).
  - Le Parti libéral du Québec (PLQ) remporte l'élection générale au Québec avec 45 % des votes et 71 des 108 comtés. Le Parti québécois, avec 23 % du vote, n'obtient que 7 comtés. L'Union nationale du Québec subit la débandade: 17 % du vote, mais les 17 comtés lui donnent l'opposition officielle. Le Ralliement créditiste, avec 11 % des votes, obtient 11 comtés.
- 30 avril : en France, un projet de loi « anti-casseur » est adopté par l’Assemblée nationale.

## Naissances
- 4 avril : Mark Kirchner, biathlète allemand
- 5 avril : Valérie Bonneton, actrice française.
- 8 avril : J. R. Bourne, acteur canadien.
- 10 avril : Phi Nhung, chanteuse américaine († 28 septembre 2021).
- 11 avril : Trevor Linden, joueur professionnel de hockey canadien.
- 13 avril : Esteban Benzecry, compositeur, de nationalité française et argentine.
- 19 avril : Kelly Holmes, athlète britannique
- 26 avril : 
  - Sébastien Folin, animateur de télévision et radio français.
  - Melania Trump, Première dame des États-Unis de 2017 à 2021.
- 29 avril :
  - Andre Agassi, joueur de tennis américain.
  - Uma Thurman, actrice américaine.

## Décès
- 5 avril : Alfred Sturtevant, généticien américain  (° 1891).
- 9 avril : Gonzague de Reynold, historien suisse (° 15 juillet 1880).
- 16 avril : Richard Neutra architecte américain (° 8 avril 1892).
- 25 avril : Anita Louise, actrice américaine (° 9 janvier 1915).
- 26 avril : John Knittel, écrivain suisse (° 24 mars 1891).
- 27 avril : Arthur Shields, acteur et metteur en scène irlandais (° 15 février 1896).
- 28 avril : Ed Begley, acteur américain (° 25 mars 1901).
- 29 avril : Paul Finsler, mathématicien suisse (° 1894)
- 30 avril : Dang Jittakorn, chanteur pop de Luk thung thaïlandaise (° 14 février 1970).